# NGC 2271
NGC 2271 este o galaxie lenticulară situată în constelația Câinele Mare. A fost descoperită în 23 ianuarie 1835 de către John Herschel. Se află la o distanță de 32,06 de megaparseci de Pământ.